# Bandlaufwerk

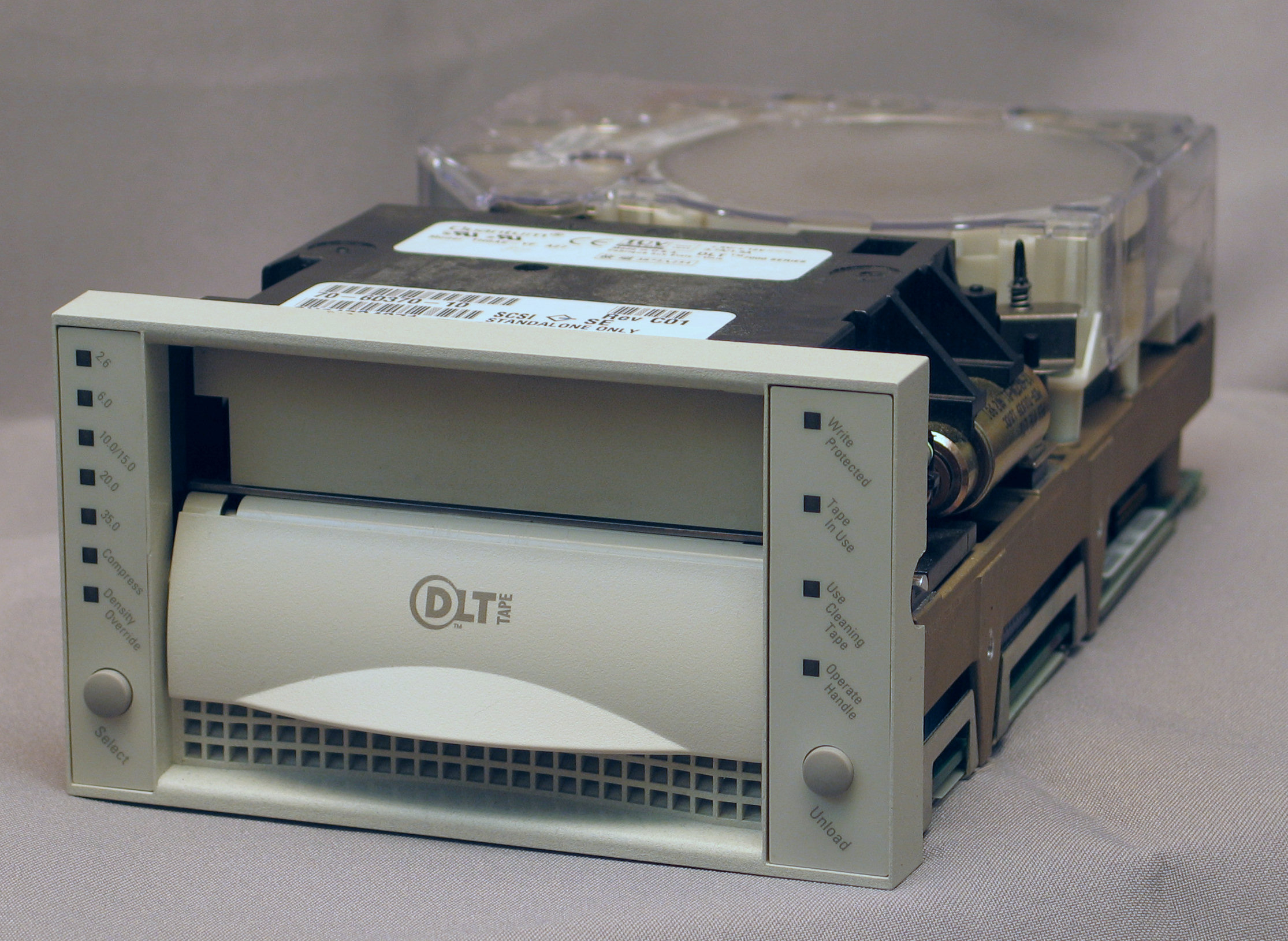
Bandlaufwerk (Streamer) mit üblichen Abmessungen zum Einbau in einen 5,25″-Schacht mit voller Bauhöhe

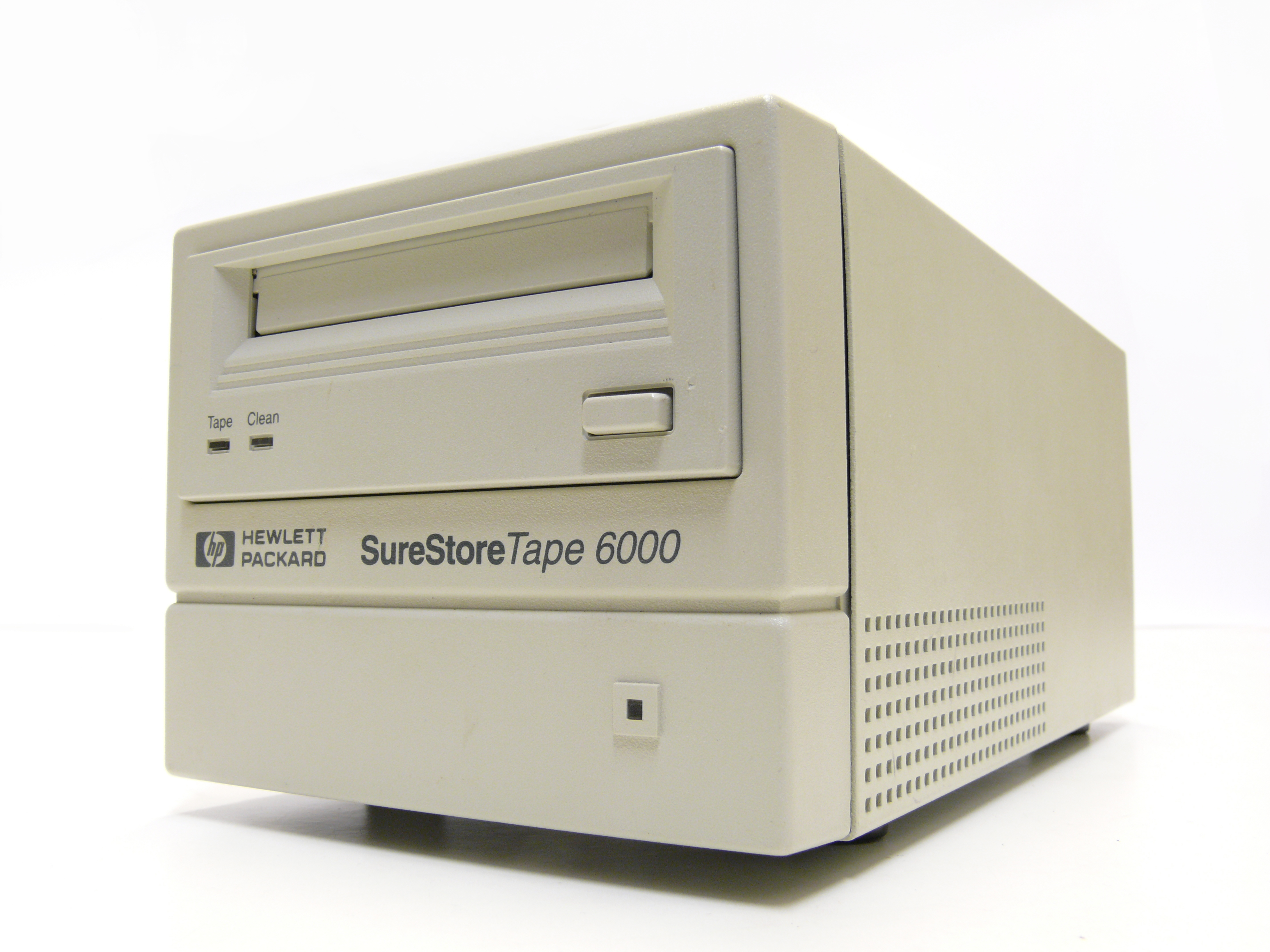
Externes SCSI-DDS-Bandlaufwerk Sure Storage Tape6000 von Hewlett-Packard

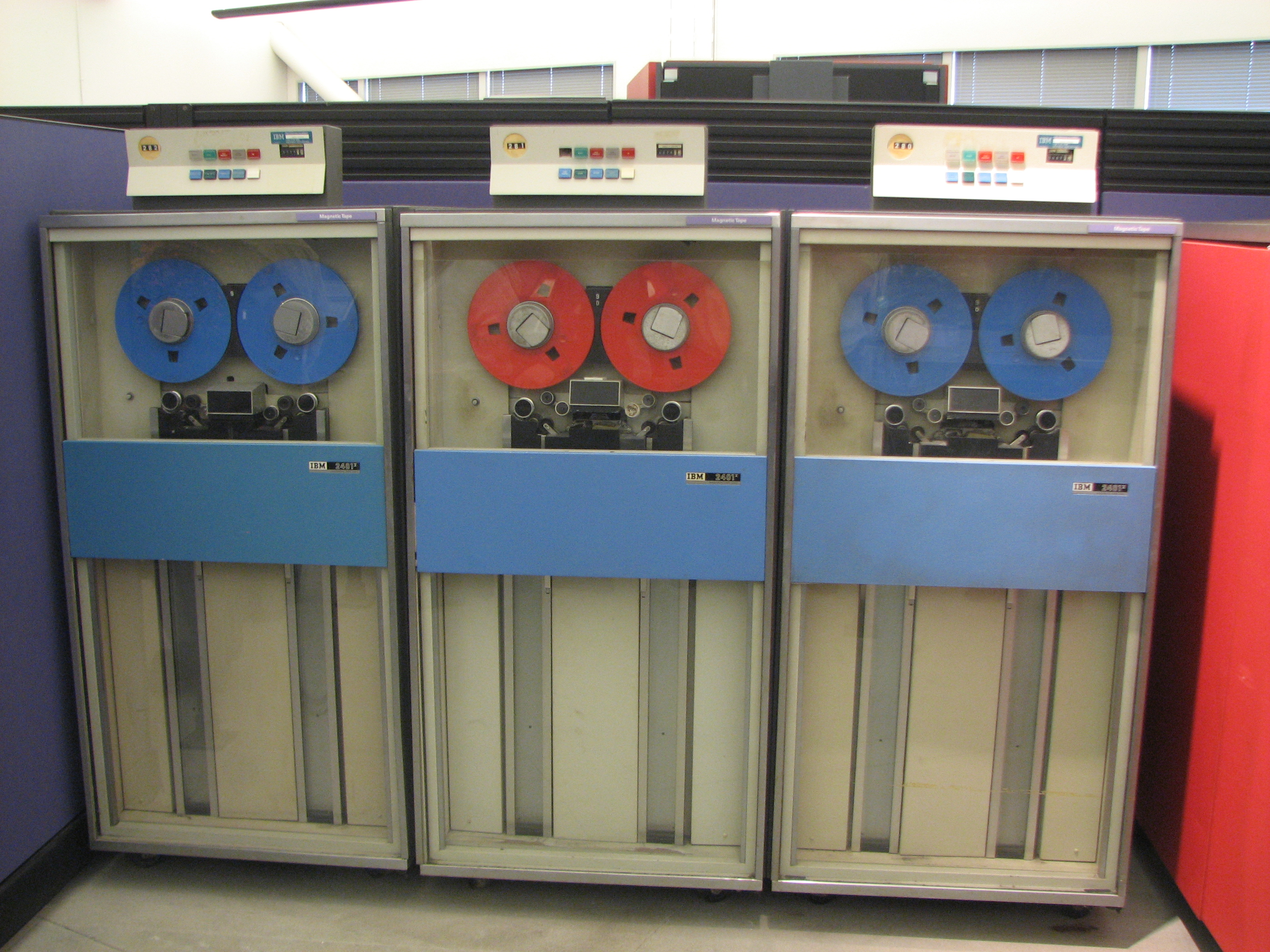
Bandstationen für IBM System 360 aus den 1960er Jahren, nicht in Betrieb

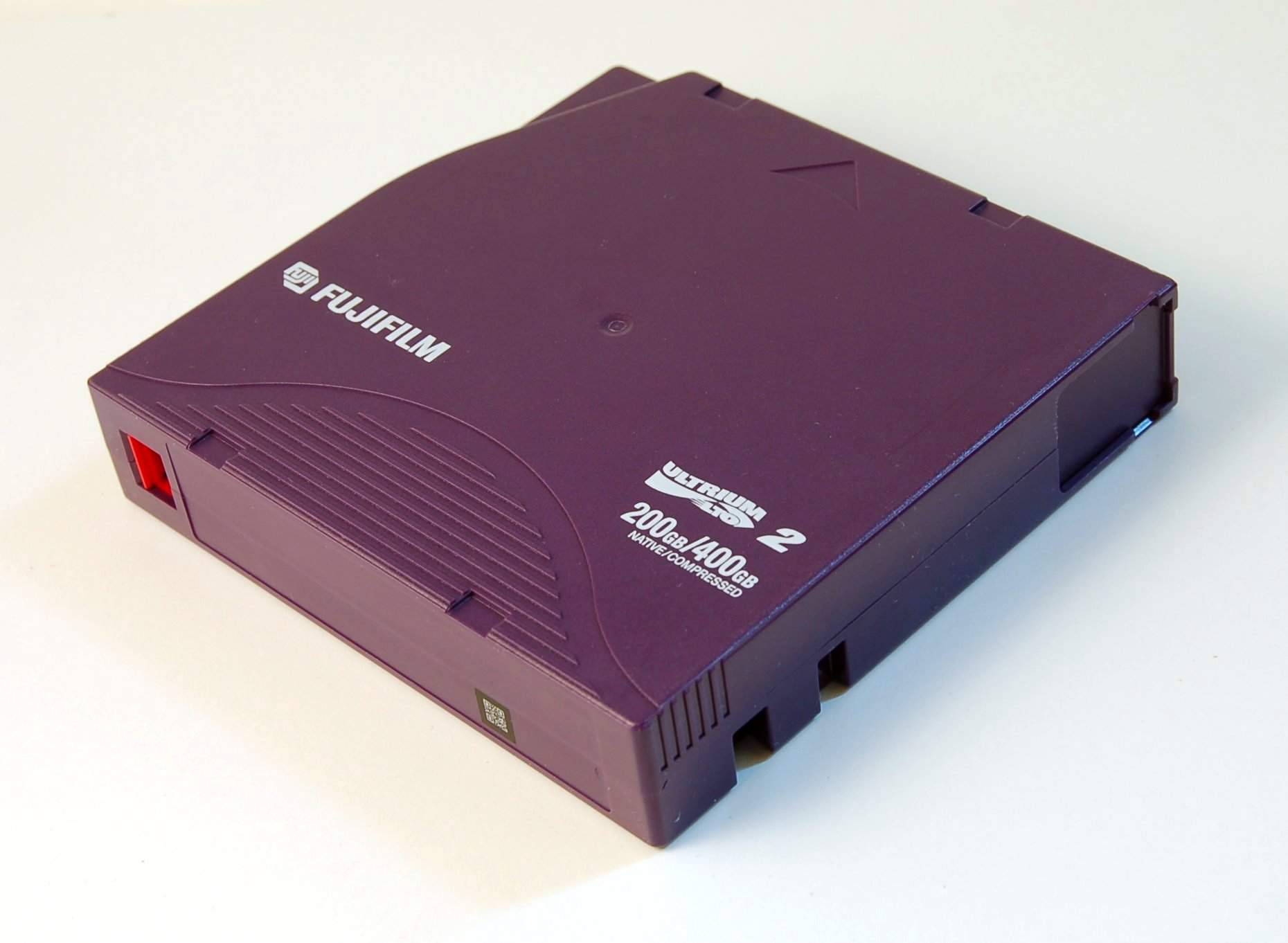
LTO-Ultrium-Bandcartridge

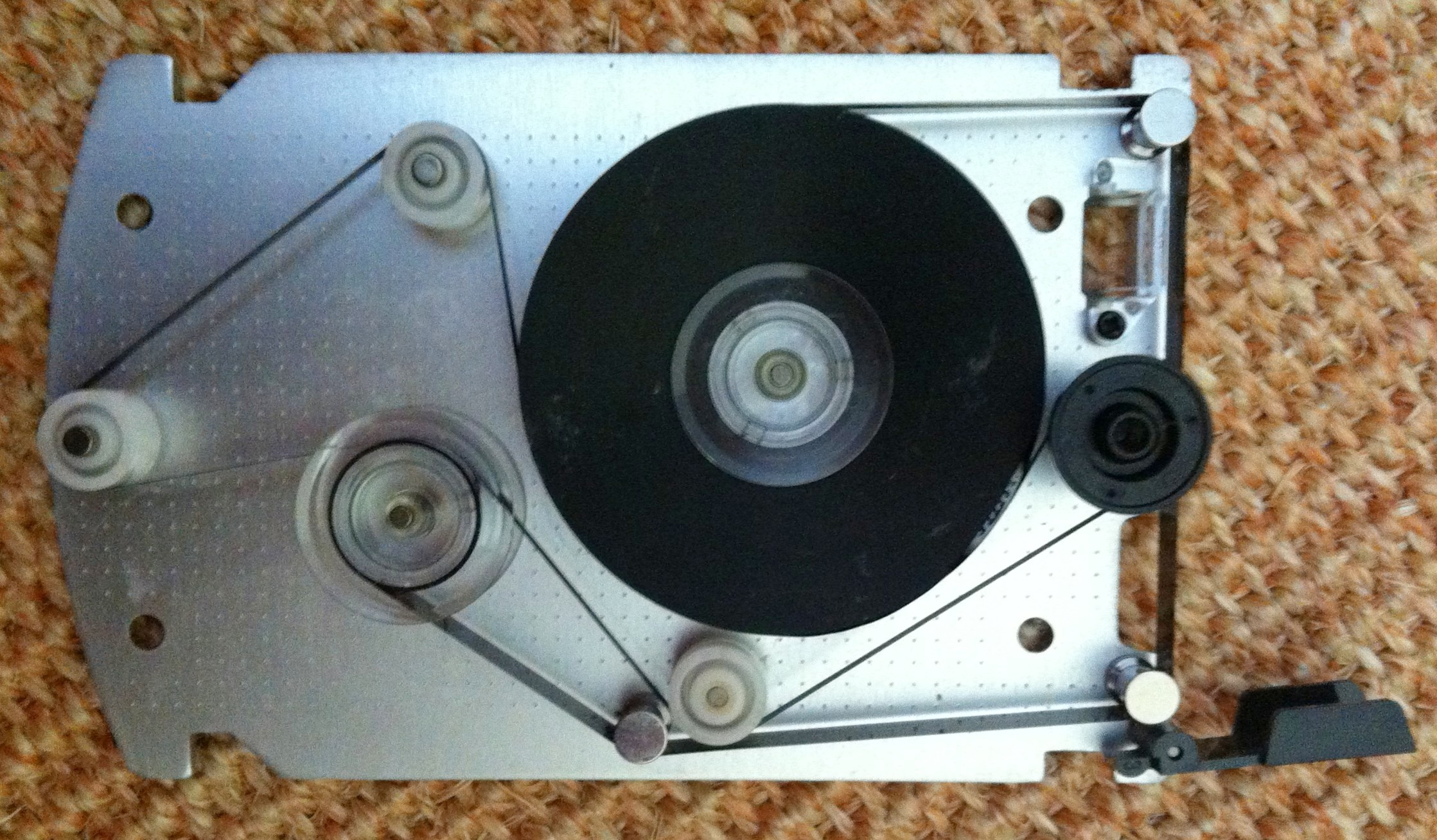
Aufgeschraubtes 30-GB-Tape von ADR.

Ein Bandlaufwerk oder Streamer ist ein Gerät zum Speichern von Daten auf Magnetbändern. In den Frühzeiten der Computertechnik in den 1950er und 1960er Jahren wurden die großen Bandstationen mit je zwei stehend nebeneinander montierten Bandspulen zum Inbegriff des Aussehens der Computer selbst, zumindest in der Welt der Karikaturen und Gebrauchsgrafik, aber auch in vielen Spielfilmen und Reportagen.
Die Datasette war in einer Zwischenphase in den 1970er und 1980er Jahren ein weit verbreitetes Laufwerk für Heimcomputer. Heutige Bandlaufwerke sind für professionelle Anwender und spezielle Typen von Magnetbandkassetten konzipiert und dienen im Allgemeinen der regelmäßigen Datensicherung mittlerer bis großer Datenmengen.

## Funktionsprinzip
Wie Kassettenrekorder verfügen Bandlaufwerke über einen Antrieb für zwei Spulen, einen Aufnahme-/Wiedergabekopf und einen Löschkopf.
Die Daten werden seriell geschrieben bzw. gelesen. Die verfügbare Speicherkapazität ist nicht allein von der Bandlänge abhängig. Sie hängt auch vom verwendeten Standard (AIT, QIC, DAT, DCC, DDS, SLR, DLT, FSK, LTO, VXA usw.) ab und reicht bis hinein in den Petabyte-Bereich. Bei Gehäusen mit nur einer Bandspule spricht man von einem Cartridge (im Gegensatz zur Kassette, die zwei Spulen hat).

## Aufzeichnungsarten
Lineare Aufzeichnung
Das Magnetband wird in Vorwärts- und Rückwärtsrichtung mit mehreren nebeneinander liegenden Längsspuren beschrieben.
Schrägspuraufzeichnung (Helical Scan)
Das Magnetband läuft schräg am (rotierenden) Schreibkopf vorbei.
Degressive Aufzeichnung
Das Magnetband wird zunächst sehr schnell beschrieben, später dauert die Aufzeichnung länger.
Mehrspurige Aufzeichnung
Das breite Magnetband wurde (wie der Lochstreifen) mit mehreren parallelen und gleichzeitig erzeugten Datenspuren beschrieben, beispielsweise mit 7 oder 11 Spuren. Das führte zu einer Vielzahl von Formaten, die es im Nachhinein stark erschweren, ältere Bänder korrekt zu lesen.

## Schreibmethoden
Es gibt prinzipiell zwei Verfahren, Daten auf ein Magnetband zu schreiben, das Start-Stopp-Verfahren und das Streaming-Verfahren (streaming mode).

### Start-Stopp-Verfahren
Beim Start-Stopp-Verfahren werden immer einzelne Datenblöcke auf das Band geschrieben. Weil beim Schreiben das Band mit einer bestimmten Mindestgeschwindigkeit am Schreib-/Lesekopf vorbeilaufen muss, ist das Band für jeden Schreibvorgang zunächst zu beschleunigen (Startphase). Nach dem Schreiben wird das Band wieder gestoppt. Wegen dieser Start- und Stopp-Phasen müssen auf dem Magnetband zwischen den Datensätzen leere Bereiche vorgesehen werden. Diese werden in der Fachsprache Klüfte oder Interblock-Gaps genannt.
Dieses Verfahren wird nur noch sehr selten eingesetzt.

#### Blockung
Ein beschriebenes Magnetband sieht daher so aus:
```
X1..........X2..........X3..........X4..........
```

wobei X1 bis X4 die Nutzdaten sind und "...." die Klüfte.
Daran erkennt man, dass ein beschriebenes Band zu einem großen Teil aus ungenutzten Klüften und nur zu einem geringen Teil aus Nutzdaten besteht. Um den Anteil der Nutzdaten zu erhöhen, kann man die Daten blocken. Dazu fasst man mehrere (kurze) logische Datensätze im Hauptspeicher des Rechners zu einem (langen) physikalischen Datensatz zusammen und schreibt diesen auf das Band. Dies hat mehrere Vorteile: Das Band wird besser ausgenutzt, weil sich der Nutzdatenanteil erhöht. Außerdem werden die Bandeinheit und das Magnetband geschont, weil weniger Schreibzugriffe erfolgen und so die erhebliche mechanische Belastung durch das Starten und Stoppen reduziert wird. Man nennt die Länge der originalen Datensätze logische Satzlänge, die Länge des geblockten Satzes physikalische Satzlänge und die Anzahl der logischen Sätze in einem physikalischen Satz Blockungsfaktor.
Beispiel: Will man die Daten von Lochkarten auf ein Band übertragen, dann hat man eine logische Satzlänge von 80 Zeichen. Blockt man 100 Lochkarten zu einem physikalischen Satz, dann beträgt die physikalische Satzlänge 8000 Zeichen und der Blockungsfaktor ist 100. Es ist also meist vorteilhaft, einen möglichst großen Blockungsfaktor zu wählen. Moderne Geräte (DLT, LTO usw.) arbeiten mit einer Blockgröße von 64 Kilobyte und mehr.

#### Redundanz
Zum Schutz vor Schreib-/Lesefehlern gibt es außerdem die u. a. von Unisys genutzte Redundanzmethode, bei der die Daten etwa so geschrieben werden:
```
X1....X1....X2....X2....X3....X3....X4....X4....
```

wobei X1 bis X4 die Nutzdaten sind und "...." die Klüfte.
Dieses doppelte oder ggf. mehrfache Schreiben gleicher Blöcke nacheinander ermöglicht es bei abgenutzten Stellen oder gar Reißen des Bandes, die Stelle mit einem einfachen Klebestreifen wirkungsvoll zu reparieren, ohne einen Datenverlust zu erleiden.

### Streaming Mode
Der Streaming-Modus ist die modernste Aufzeichnungsmethode. Beim Streaming-Modus wird das Band kontinuierlich (ohne anzuhalten) beschrieben. Voraussetzung ist, dass die Daten schnell genug (zum Beispiel aus einem Pufferspeicher) an die Magnetbandeinheit geliefert werden. Dieses Verfahren ist wesentlich schneller als das Start-Stopp-Verfahren, Band und Bandgerät werden geschont. Auch entstehen so weniger bis keine leeren Klüfte. Muss dennoch angehalten werden, werden sogenannte Filemarks auf das Band geschrieben. Das Wiederaufsetzen nach einem Stopp ist zum Beispiel bei den modernen DLT- und S-DLT-Laufwerken nahezu verlustfrei, allerdings muss beim Wiederaufsetzen das Band ein Stück zurückgespult werden. Dieser Start-Stopp-Betrieb (auch Shoeshine-Effekt genannt) führt nicht nur zu einem drastischen Einbruch bei der Schreibrate, sondern auch zu stark erhöhtem Verschleiß an Magnetband (durch die häufigen Stopps wird es stärker gedehnt) und Laufwerk. Daher ist besonders bei modernen Laufwerken mit ihren hohen Datentransferraten auf einen gut gefüllten Datenpuffer zu achten.
Die Streamingmethode wurde mittels Vakuumschächten auch in den älteren Bandstationen von IBM, UNISYS, Siemens etc. eingesetzt. Bei diesen werden nur abspulende und aufnehmende Rolle ständig gestartet und gestoppt, die Schreib-/Lesegeschwindigkeit am Kopf aber durch die Vakuumschächte gleich gehalten. Dabei kommt es scheinbar ebenfalls zum Shoeshine-Effekt.

## Bauformen
Bandlaufwerke zum Einbau in Computer verfügen über eine Frontblende mit einer Auswurftaste und einigen Leuchtdioden, die den Status anzeigen. Sie werden in 5¼"-Schächte eingebaut. Neben üblichen Laufwerken mit der vollen Bauhöhe (3½") eines Schachts sind auch Laufwerke mit halber Bauhöhe (1¾") verfügbar, die also nicht größer als ein optisches Laufwerk sind.
Bandlaufwerke mit eigenen Gehäusen verfügen zusätzlich über ein eigenes Netzteil. Sie können eingesetzt werden, wenn kein Einbauraum im Computer zur Verfügung steht. Zudem können sie leichter an anderen Computern in Betrieb genommen werden.
Bandlaufwerke zum Einbau in Tape-Libraries sind auf deren Typ abgestimmt und in der Regel nicht in andere Typen einbaubar.